# Knoxville (Tennessee)
Knoxville és a l'estat de Tennessee (EUA). És la tercera ciutat més gran de l'estat, solament per darrere de Memphis i de Nashville; a més, és la capital del comtat de Knox. Segons el cens de l'any 2005, Knoxville té una població total de 180.130 habitants en la ciutat i 655.400 en l'àrea metropolitana. De les quatre ciutats més importants de Tennessee, Knoxville és la segona ciutat més antiga, va ser fundada el 1786. També va ser la primera capital de l'estat, quan el Territori del Sud-oest (del qual ja n'era capital) va ser admès a la Unió com a Tennessee en 1796; no obstant això, la capital va ser moguda a Murfreesboro el 1819. El nom de la ciutat és en honor del primer secretari de defensa dels Estats Units, Henry Knox. Un dels sobrenoms de Knoxville és la "Ciutat de Marbre" (The Marble City).
En el segle xx, diverses mines de marbre eren explotades a la ciutat, el material s'enviava a moltes parts del país. Diversos edificis importants com la Galeria Nacional a Washington es van construir amb marbre d'aquestes mines. La ciutat també era coneguda com la "Capital Mundial de la Roba Interior". Degut al fet que en els anys 30, més de 20 fàbriques tèxtils operaven en la ciutat, sent l'activitat econòmica més important de la població. La major part de les fàbriques estaven situades en els barris més antics de la ciutat.
En els anys 50, les fàbriques van començar a tancar-se, causant el 10% de la disminució de la població. Knoxville és també la llar del campus principal de la Universitat de Tennessee. Els equips esportius de la universitat, són anomenats "Voluntaris" o "Vols" i són molt popular als voltants.

## Personatges il·lustres
- Quentin Tarantino. Actor, director, guionista i productor de cinema.
- Ida Cox (1898-1967), cantant de jazz.
- Emma Walker (2000-2016), Víctima d'assassinat
- Nikki Giovanni, escriptora i activista afroamericana.